# Дора Чакунте
Дора Меріама Чакунте (нар. 23 березня 1995, Яунде, Камерун) — французька важкоатлетка. Виборола срібну медаль на Чемпіонаті Європи з важкої атлетики 2021 року серед жінок до 59 кг, який проходив у Москві, Росія. Спочатку стала бронзовою призеркою, але у жовтні 2021 року срібну медалістку Боянку Костову з Азербайджану дискваліфікували за позитивний результат тесту на сліди станозололу і срібна медаль перейшла Чакунте. Представляла Францію на літніх Олімпійських іграх 2020 року в Токіо, Японія та літніх Олімпійських іграх 2024 року у Парижі, Франція.

## Ранні роки
Народилася в Яунде, Камерун. Отримала французьке громадянство 10 серпня 2007 року завдяки натуралізації її матері.

## Кар'єра
Змагалася серед жінок до 58 кг на Чемпіонаті світу з важкої атлетики 2014 року в Алмати, Казахстан, та Чемпіонаті світу з важкої атлетики 2015 року в Х'юстоні, США. Брала участь у змаганнях серед жінок до 59 кг на Чемпіонаті світу з важкої атлетики 2018 року в Ашгабаді, Туркменістан, і Чемпіонаті світу з важкої атлетики 2019 року в Паттаї, Таїланд.
2021 року представляла Францію на літніх Олімпійських іграх 2020 року в Токіо, Японія. Посіла 4 місце серед жінок до 59 кг.
Змагалася серед жінок до 71 кг на Середземноморських іграх 2022 року в Орані, Алжир. 2023 року виступала на Чемпіонаті світу з важкої атлетики серед жінок до 59 кг, який проходив у Ер-Ріяді, Саудівська Аравія.
У лютому 2024 року на чемпіонаті Європи в Софії здобула срібну медаль за сумою двох вправ із результатом 215 кг. У вправі ривок була третьою (98 кг). На літніх Олімпійських іграх посіла 9 сходинку.

## Основні результати
| Рік                    | Місце проведення       | Вага                   | Ривок (кг)             | Ривок (кг)             | Ривок (кг)             | Ривок (кг)             | Поштовх (кг)           | Поштовх (кг)           | Поштовх (кг)           | Поштовх (кг)           | Сума                   | Місце                  |
| Рік                    | Місце проведення       | Вага                   | 1                      | 2                      | 3                      | Місце                  | 1                      | 2                      | 3                      | Місце                  | Сума                   | Місце                  |
| Літні Олімпійські ігри | Літні Олімпійські ігри | Літні Олімпійські ігри | Літні Олімпійські ігри | Літні Олімпійські ігри | Літні Олімпійські ігри | Літні Олімпійські ігри | Літні Олімпійські ігри | Літні Олімпійські ігри | Літні Олімпійські ігри | Літні Олімпійські ігри | Літні Олімпійські ігри | Літні Олімпійські ігри |
| ---------------------- | ---------------------- | ---------------------- | ---------------------- | ---------------------- | ---------------------- | ---------------------- | ---------------------- | ---------------------- | ---------------------- | ---------------------- | ---------------------- | ---------------------- |
| 2021                   | Токіо, Японія          | 59 кг                  | 93                     | 96                     | 98                     | 2                      | 112                    | 117                    | 120                    | 4                      | 213                    | 4                      |
| 2024                   | Париж, Франція         | 59 кг                  | 95                     | 98                     | 100                    | 2                      | 115                    | 118                    | -                      | 8                      | 213                    | 9                      |
| Чемпіонати Європи      |                        |                        |                        |                        |                        |                        |                        |                        |                        |                        |                        |                        |
| 2021                   | Москва, Росія          | 59 кг                  | 92                     | 95                     | 97                     | 2                      | 110                    | 115                    | 115                    | ?                      | 210                    | 2                      |
| 2022                   | Тирана, Албанія        | 59 кг                  | 93                     | 96                     | 98                     | 2                      | 113                    | 117                    | 117                    | 2                      | 213                    | 1                      |